# Noir D****
Noir D **** (parfois Noir D**** ou Noir Désir) è il terzo album in studio del rapper francese Youssoupha, è stato pubblicato il 23 gennaio 2012.

## Tracce
1. L'Amour - 04:06
2. Viens - 04:01
3. J'ai changé - 04:14
4. Menace de mort (feat. Sniper, Monsieur R & Ekoué) - 04:00
5. Histoires vraies (feat. Corneille) - 04:38
6. Irréversible - 04:03
7. Les Disques de mon père (feat. Tabu Ley Rochereau) - 04:56
8. L'enfer c'est les autres - 05:35
9. B.A.O. (feat. Taipan) - 04:29
10. Gestelude, Pt. 1 (feat. Sam's) - 04:40
11. Noir désir - 03:32
12. Tout l'amour du monde - 04:16
13. Dreamin' (feat. Indila) - 05:04
14. Gestelude, Pt. 2 (feat. S-Pi) - 02:56
15. La vie est belle (feat. La Fille Du Voisin & Kery James) - 05:31
16. Espérance de vie - 05:25
17. 4h37 (Outro) - 05:35
18. Poids plume Remix (Bonus Itunes Version) (feat. Lino, Shurik'n et REDK) - 04:47
19. On se connaît (Bonus Version Deluxe) (feat. Ayna) - 04:34